# Lossen-Abbau
Die Lossen-Reaktion (auch Lossen-Abbau bzw. Lossen-Umlagerung) ist eine chemische Reaktion. Hydroxamsäure-Derivate (in der Regel O-acylierte) werden am Stickstoff deprotoniert und lagern unter Abspaltung des Acyl-Restes in ein Isocyanat um. Sie ist eng verwandt mit dem Curtius-Abbau, dem Hofmann-Abbau bzw. der Schmidt-Reaktion. Sie wird vor allem verwendet, um Carbonsäurechloride zu primären Aminen abzubauen, es können jedoch auch je nach Reaktionsbedingungen Isocyanate oder Carbamate erhalten werden.
Die Reaktion wurde benannt nach ihrem Entdecker, dem deutschen Chemiker Wilhelm Lossen (1838–1906).

## Reaktionsmechanismus
Hydroxamsäure-Derivate (=Carbonsäurehydroxylamide) entstehen durch Reaktion von Carbonsäurechloriden mit Hydroxylamin.
Das Hydroxamsäure-Derivat reagiert in Gegenwart einer Base (hier: ein Hydroxidion) und unter Bildung von Wasser zum entsprechenden Salz. Im nächsten Schritt entsteht unter Abspaltung des Carboxylat-Restes ein Isocyanat.
Die Reaktion wird als konzertiert, teilweise aber auch mit kurzlebigen Zwischenprodukten beschrieben (Nitrene, Elektronenmangelverbindungen mit einem Elektronensextett am Stickstoff). Bei Durchführung in einem inerten Lösungsmittel bleiben die Isocyanate Endprodukt der Reaktion.
In Gegenwart von Wasser reagieren die entstandenen Isocyanate zur entsprechenden Carbaminsäure weiter, die unmittelbar decarboxyliert und als Endprodukt das primäre Amin ergibt. In Gegenwart von Alkoholen entstehen stabile Carbaminsäureester (Carbamate) und von Aminen substituierte Harnstoffe.
Unsubstituierte Hydroxam-Säuren reagieren nicht, die Hydroxygruppe ist eine zu schlechte Abgangsgruppe. Der Substituent R kann als π- oder σ-Donor die Reaktion ebenfalls erleichtern. In Hydroxam-Säuren mit chiralen Resten R* bleibt deren Konfiguration meist erhalten.
Eine interessante Variante ist die Umsetzung von Carbonsäurechloriden mit Hydroxylamin-O-sulfonsäure: Hierbei zerfällt das Reaktionsprodukt beim Erhitzen zum Amin, Kohlendioxid und Schwefelsäure.